# Волзький (Астраханська область)
Волзький  (рос. Волжский) — селище у Єнотаєвському районі Астраханської області Російської Федерації.
Населення становить 1862 особи. Входить до складу муніципального утворення Середньоволзька сільрада.

## Історія
Населений пункт розташований на території українського етнічного та культурного краю Жовтий Клин. Від 1925 року належить до Єнотаєвського району.
Згідно із законом від 6 серпня 2004 року органом місцевого самоврядування є Середньоволзька сільрада.

## Населення
| 2002 | 2010  | 2011  |
| ---- | ----- | ----- |
| 1886 | ↘1771 | ↗1862 |